# Jamie Langenbrunner
Jamie Craig Langenbrunner (* 24. července 1975, Duluth) je bývalý americký lední hokejista, křídelní útočník. S americkou reprezentací získal stříbrnou medaili na olympijských hrách ve Vancouveru roku 2010. Hrál již na olympiádě v Naganu v roce 1998 (6. místo). Zúčastnil se též Světového poháru 2004 (4. místo). V NHL hrál za kluby Dallas Stars, New Jersey Devils a St. Louis Blues. S Dallasem vyhrál Stanley Cup v roce 1999, s New Jersey v roce 2003. V letech 2007–2011 byl kapitánem Devils. Jeho bilance v základní části NHL je: 1109 utkání, 663 bodů a 243 branek, ve vyřazovací části přidal 146 zápasů, 87 bodů a 34 gólů. Během výluky NHL v roce 2005 hrál německou nejvyšší soutěž za ERC Ingolstadt. V roce 2023 byl uveden do Americké hokejové síně slávy.

## Ocenění a úspěchy
- 1994 OHL – Druhý All-Rookie Tým
- 2003 NHL – Nejlepší střelec v playoff
- 2015 NHL – Nejproduktivnější hráč v playoff

## Prvenství
- Debut v NHL – 9. dubna 1995 (St. Louis Blues proti Dallas Stars)
- První asistence v NHL – 24. října 1995 (Dallas Stars proti Buffalo Sabres)
- První gól v NHL – 26. října 1995 (Dallas Stars proti Mighty Ducks of Anaheim, ruskému brankáři Michail Štalenkov)
- První hattrick v NHL – 2. ledna 2010 (Minnesota Wild proti New Jersey Devils)

## Klubová statistika
| Sezóna       | Klub                | Soutěž       |       | Základní část | Základní část | Základní část | Základní část | Základní část |    | Play off | Play off | Play off | Play off | Play off |
| Sezóna       | Klub                | Soutěž       | Z     | G             | A             | B             | TM            | Z             | G  | A        | B        | TM       |          |          |
| 1990–91      | Cloquet High School | HS-MN        | 20    | 6             | 16            | 22            | 8             | —             | —  | —        | —        | —        |          |          |
| 1991–92      | Cloquet High School | HS-MN        | 23    | 16            | 23            | 39            | 24            | —             | —  | —        | —        | —        |          |          |
| 1992–93      | Cloquet High School | HS-MN        | 27    | 27            | 62            | 89            | 18            | —             | 0  | 3        | 3        | —        |          |          |
| 1993–94      | Peterborough Petes  | OHL          | 62    | 33            | 58            | 91            | 53            | 7             | 4  | 6        | 10       | 2        |          |          |
| 1994–95      | Peterborough Petes  | OHL          | 62    | 42            | 57            | 99            | 84            | 11            | 8  | 14       | 22       | 12       |          |          |
| 1994–95      | Dallas Stars        | NHL          | 2     | 0             | 0             | 0             | 2             | —             | —  | —        | —        | —        |          |          |
| 1994–95      | Kalamazoo Wings     | IHL          | —     | —             | —             | —             | —             | 11            | 1  | 3        | 4        | 2        |          |          |
| 1995–96      | Michigan K-Wings    | IHL          | 59    | 25            | 40            | 65            | 129           | 10            | 3  | 10       | 13       | 8        |          |          |
| 1995–96      | Dallas Stars        | NHL          | 12    | 2             | 2             | 4             | 6             | —             | —  | —        | —        | —        |          |          |
| 1996–97      | Dallas Stars        | NHL          | 76    | 13            | 26            | 39            | 51            | 5             | 1  | 1        | 2        | 14       |          |          |
| 1997–98      | Dallas Stars        | NHL          | 81    | 23            | 29            | 52            | 61            | 16            | 1  | 4        | 5        | 14       |          |          |
| 1998–99      | Dallas Stars        | NHL          | 75    | 12            | 33            | 45            | 62            | 23            | 10 | 7        | 17       | 16       |          |          |
| 1999–00      | Dallas Stars        | NHL          | 65    | 18            | 21            | 39            | 68            | 15            | 1  | 7        | 8        | 18       |          |          |
| 2000–01      | Dallas Stars        | NHL          | 53    | 12            | 18            | 30            | 57            | 10            | 2  | 2        | 4        | 6        |          |          |
| 2001–02      | Dallas Stars        | NHL          | 68    | 10            | 16            | 26            | 54            | —             | —  | —        | —        | —        |          |          |
| 2001–02      | New Jersey Devils   | NHL          | 14    | 3             | 3             | 6             | 23            | 5             | 0  | 1        | 1        | 8        |          |          |
| 2002–03      | New Jersey Devils   | NHL          | 78    | 22            | 33            | 55            | 65            | 24            | 11 | 7        | 18       | 16       |          |          |
| 2003–04      | New Jersey Devils   | NHL          | 53    | 10            | 16            | 26            | 43            | 5             | 0  | 2        | 2        | 2        |          |          |
| 2004–05      | ERC Ingolstadt      | DEL          | 11    | 2             | 2             | 4             | 22            | 11            | 1  | 6        | 7        | 6        |          |          |
| 2005–06      | New Jersey Devils   | NHL          | 80    | 19            | 34            | 53            | 74            | 9             | 3  | 10       | 13       | 16       |          |          |
| 2006–07      | New Jersey Devils   | NHL          | 82    | 23            | 37            | 60            | 64            | 11            | 2  | 6        | 8        | 7        |          |          |
| 2007–08      | New Jersey Devils   | NHL          | 64    | 13            | 28            | 41            | 30            | 5             | 0  | 4        | 4        | 4        |          |          |
| 2008–09      | New Jersey Devils   | NHL          | 81    | 29            | 40            | 69            | 56            | 4             | 2  | 1        | 3        | 2        |          |          |
| 2009–10      | New Jersey Devils   | NHL          | 81    | 19            | 42            | 61            | 44            | 5             | 0  | 1        | 1        | 4        |          |          |
| 2010–11      | New Jersey Devils   | NHL          | 31    | 4             | 10            | 14            | 16            | —             | —  | —        | —        | —        |          |          |
| 2010–11      | Dallas Stars        | NHL          | 39    | 5             | 13            | 18            | 29            | —             | —  | —        | —        | —        |          |          |
| 2011–12      | St. Louis Blues     | NHL          | 70    | 6             | 18            | 24            | 32            | 9             | 1  | 0        | 1        | 11       |          |          |
| 2012–13      | St. Louis Blues     | NHL          | 4     | 0             | 1             | 1             | 0             | —             | —  | —        | —        | —        |          |          |
| Celkem v NHL | Celkem v NHL        | Celkem v NHL | 1,109 | 243           | 420           | 663           | 837           | 146           | 34 | 53       | 87       | 138      |          |          |

## Reprezentace
| Rok                       | Tým                       | Soutěž                    | Z  | G | A | B | TM |
| ------------------------- | ------------------------- | ------------------------- | -- | - | - | - | -- |
| 1994                      | USA 20                    | MSJ                       | 7  | 2 | 0 | 2 | 13 |
| 1995                      | USA 20                    | MSJ                       | 7  | 1 | 1 | 2 | 6  |
| 1998                      | USA                       | OH                        | 3  | 0 | 0 | 0 | 4  |
| 2004                      | USA                       | SP                        | 3  | 0 | 0 | 0 | 4  |
| 2010                      | USA                       | OH                        | 6  | 1 | 3 | 4 | 0  |
| Juniorská kariéra celkově | Juniorská kariéra celkově | Juniorská kariéra celkově | 14 | 3 | 1 | 4 | 19 |
| Seniorská kariéra celkově | Seniorská kariéra celkově | Seniorská kariéra celkově | 12 | 1 | 3 | 4 | 8  |